# 香港新一代文化協會
香港新一代文化協會（Hong Kong New Generation Cultural Association）是一家校外教育培訓機構、公共性質慈善機構，1974年創立於香港，協會前身是《學生時代》雜誌社，雜誌社於1986年易名為「香港新一代文化協會」。協會主旨是倡導香港青年和教師認識關心中國，培養青年人對國家民族的歸屬感；自1987年起，該會已舉辦超過100項交流考察、國情培訓、內地實習、生活體驗等活動，帶領香港青年學子踏足中國大陸。

## 組織架構
香港新一代文化協會現任總幹事蘇祉祺，顧問包括前全國人大常委范徐麗泰、民政事務局局長劉江華、香港教育局局長吳克儉。
2017年5月20日，协会在浙江杭州设立浙江省办事处，负责统筹协调该会与浙江省的交流合作项目，这是该会在内地首个办事处机构。

## 主办与承办
主办
- 香港大学生创新及创业大赛（Hong Kong University Student Innovation & Entrepreneurship Competition）[6]
- 未来科学家培育计划，教育局委托香港新一代文化协会科学创意中心主办[7]
- 香港青少年科技创新大赛，香港政府教育局课程发展处资优教育组委托香港新一代文化协会主办[8][9]
- 香港青少年航天创新大赛、英才杯-STEAM教育挑战赛[9]

承办
- 國家教育部主辦的「中國國際互聯網＋大學生創新創業大賽」
- 共青團中央主辦的「挑戰盃—全國大學生課外學術科技作品競賽/中國大學生創業計劃競賽」[10]
- “我的祖国-京港澳学生交流营”[11][12]
- 香港准教师协会与香港新一代文化协会举办，「香港杰出准教师选举」[13]